# 尹崇珂
尹崇珂（927年—968年），秦州天水人，後徙居大名，後周及宋朝軍事人物。

## 生平
尹崇珂的父親尹延勳，歷磁、同、滁三州刺史。
尹崇珂最初跟從周世宗於藩邸，周世宗即位後，補東西班都知，遷本班副點檢。從征淮南，遷都虞候，轉都指揮使，改前殿都指揮使。
宋朝初期，出為淄州刺史，有善政，州民向朝廷請求刻石碑頌揚他的德政，宋太祖於是命殿中侍御史李穆撰文賜之。征討湖南時，尹崇珂為行營前軍馬軍都指揮使。平定荊湘後，授朗州團練使。乾德二年（964年）九月，與潘美、丁德裕克郴州。
乾德中期，大宋出兵南征嶺表，以尹崇珂為行營馬步軍副部署。克廣州，擒劉鋹，即日詔與潘美同為廣州知州兼市舶轉運等使，錄功遷保信軍節度。未幾，南漢開府樂範、容州都指揮使鄧存忠、韶州賊帥周思瓊、春恩道都指揮使麥漢瓊等佔據五州之地叛亂。尹崇珂前往征討，宋太祖派遣中使李神祐督戰，數月內盡平叛黨。
乾德六年（968年）逝世，終年四十二歲。贈侍中，歸葬洛陽。以其子尹昭吉、弟尹崇珪並為西京作坊使，尹昭吉領會州刺史，尹崇珪領歙州刺史。
宋太宗在後周時娶尹崇珂的大妹為嫡妻，追諡淑德皇后。尹昭吉官至洛苑使。次子尹昭輯官至供奉官、閤閣門祗候。小妹嫁給趙延進。

## 延伸阅读
[在维基数据编辑]
 《宋史·卷259》，出自脱脱《宋史》